# LP1
LP1 é o quinto álbum de estúdio da cantora inglesa Joss Stone, lançado em 26 de Julho de 2011. A cantora fez parceria com a Surfdog Records para lançar o álbum pela Stone’d Record, depois da sua saída da EMI. LP1 foi gravado em Nashville, Tennessee por apenas seis dias, Stone co-escreveu e co-produziu o álbum com o co-fundador da Eurythmics, David A. Stewart.

## Faixas
Revelada pela Amazon.com.
| N.º | Título                                                                        | Duração |  |
| 1.  | "Newborn (Joss Stone, Dave Stewart, Wendy Joseph) – 3:43"                     |         |  |
| 2.  | "Karma (Stone, Stewart, Martina McBride, Brad Warren, Brett Warren) – 3:54"   |         |  |
| 3.  | "Don't Start Lying to Me Now (Stone, Chris Stapelton, Melissa Peirce) – 4:08" |         |  |
| 4.  | "Last One to Know (Stone, Stewart) – 4:52"                                    |         |  |
| 5.  | "Drive All Night (Stone, Eg White) – 5:07"                                    |         |  |
| 6.  | "Cry Myself to Sleep (Stone, Stewart) – 3:51"                                 |         |  |
| 7.  | "Somehow (Stone, Stewart) – 3:04"                                             |         |  |
| 8.  | "Landlord (Stone, Stewart) – 3:57"                                            |         |  |
| 9.  | "Boat Yard (Stone) – 5:52"                                                    |         |  |
| 10. | "Take Good Care (Stone, Paul Conroy) – 2:29"                                  |         |  |

## Ficha técnica
Produzido por: Joss Stone e Dave Stewart
Produtores executivos: Joss Stone, Dave Kaplan, Brian Nelson
Engenharia de som: John McBride
Gravado em: Blackbird Studio, Nashville, TN
Mixagem e engenharia adicional: Steve Greenwell
Masterizado por: Tom Coyne no Sterling Sound, NYC
Vocais: Joss Stone
Guitarra: Dave Stewart, Tom Bukovac
Guitarra adicional em "Karma": Luke Potter
Bateria e percussão: Chad Cromwell
Baixo: Michael Rhodes
Piano, teclados e órgão: Mike Rojas
Steel Pedal Guitars: Dan Dugmore
Backing vocals: Wendy Moten, Drea Rhenee
Fotografia: Kristin Burns
Foto da capa: Dave Stewart
Layout e design: Kevin Tetreault